# Донецкая Сеймица
Донецкая Сеймица — река в Курской и Белгородской областях России. Длина реки — 71 км. Площадь водосборного бассейна — 733 км².
Река Донецкая Сеймица начинается у хутора Муравка Белгородской области. Сначала течёт на юг до села Масловка, затем поворачивает на запад. Протекает через Кривошеевку. Около Журавки 1-й меняет направление течения на северное. В районе пос. Дежевка впадает в Сейм слева в 671 км от устья на высоте около 164 м над уровнем моря.

## Притоки
Объекты перечислены по порядку от устья к истоку.
- балка Колбасовская Яружка (лв.)[5]
- балка Пчелиний Лог (лв.)[5]
- балка Синий Лог (лв.)[5]
- Вичинная (лв., в 25 км от устья)[3] (протекает через с. Подольхи[5])
- балка Волчий Яр (пр.)[5]
- Журавка[5] (лв, в 41 км от устья)[3]
- балка Петровский Лог (пр.)[5]
- балка Липенка (лв.)[5]
- Лог Кондравский (Лог Жилмосный) (пр., в 52 км от устья)[3] (протекает через с. Кондровка[5])
- балка Кривой Лог (лв.)[4]

Всего имеется 3 притока длиной более 10 км и 16 притоков длиной менее 10 км.